# Vili Saarijärvi
Vili Saarijärvi (* 15. Mai 1997 in Rovaniemi) ist ein finnischer Eishockeyspieler, der seit Juli 2025 beim Genève-Servette HC aus der Schweizer National League unter Vertrag steht und dort auf der Position des Verteidigers spielt. Zuvor verbrachte Saarijärvi mehrere Spielzeiten in Nordamerika und absolvierte dort über 150 Spiele in der American Hockey League (AHL). Zudem spielte er in seiner finnischen Heimat bei Rauman Lukko, mit dem er im Jahr 2021 die finnische Meisterschaft gewann.

## Karriere
Vili Saarijärvi wurde in Rovaniemi geboren und durchlief dort zunächst die Nachwuchsabteilung von Rovaniemen Kiekko. Als 15-Jähriger wechselte er zu Oulun Kärpät. Mit dem Team aus Nordfinnland gewann er im Frühjahr 2013 die U16 SM-sarja und schaffte es bis in die Nuorten SM-liiga, die höchste U20-Liga des Landes. Im Sommer 2014 zog es den Verteidiger nach Nordamerika, obwohl er beim KHL Junior Draft 2014 von Jokerit aus der Kontinentalen Hockey-Liga (KHL) in der fünften Runde an Gesamtposition 207 ausgewählt worden war. Dort spielte er zunächst ein Jahr für die Green Bay Gamblers in der United States Hockey League (USHL) und wurde am Ende der Spielzeit in das Second All-Rookie Team gewählt. Beim CHL Import Draft 2015 wurde er von den Flint Firebirds an insgesamt neunter Position gezogen und schloss sich daraufhin dem Team aus der Ontario Hockey League (OHL) an. Im selben Jahr wurde er von den Detroit Red Wings aus der National Hockey League (NHL) in der dritten Runde an 73. Position im NHL Entry Draft 2015 gezogen.
Saarijärvi sollte zwar nie für die Red Wings spielen, er absolvierte aber von 2017 bis 2019 125 Spiele für deren Farmteam, die Grand Rapids Griffins aus der American Hockey League (AHL). Zunächst aber wechselte er innerhalb der OHL von den Flint Firebirds zu den Mississauga Steelheads, bei denen er die Spielzeit 2016/17 verbrachte. Im November 2019 verließ er durch ein Transfergeschäft im Tausch für Eric Comrie die Organisation der Red Wings und wechselte in das System der Arizona Coyotes. In deren Farmteam Tucson Roadrunners beendete er die Saison. Anschließend kehrte der Finne in sein Heimatland zurück und lief zwei Jahre für Rauman Lukko auf. Mit dem Team von der Ostseeküste wurde er im Jahr 2021 finnischer Meister. Sowohl 2021 als auch 2022 wurde er in das All-Star Team der Liiga gewählt sowie am Ende der Saison 2021/22 auch als bester Verteidiger mit der Pekka-Rautakallio-Trophäe und als torgefährlichster Abwehrspieler mit der Juha-Rantasila-Trophäe ausgezeichnet.
Im Sommer 2022 zog es den Finnen schließlich in die Schweiz, wo er einen Vertrag bei den SCL Tigers aus der National League unterzeichnete. Dort wurde er am Ende des Spieljahres 2022/23 ins Media All-Star Team der National League gewählt. Zuvor hatte er am Jahresende 2022 als Leihspieler mit dem HC Ambrì-Piotta die 94. Auflage des traditionsreichen Spengler Cups gewonnen. Seine Transferrechte auf dem nordamerikanischen Kontinent waren derweil im Februar 2023 in einem weiteren Transfergeschäft über die New York Rangers an die Chicago Blackhawks übergegangen. Im November 2024 wurde die Verpflichtung Saarijärvis durch den Genève-Servette HC zur Saison 2025/26 bekannt.

### International
Erste internationale Erfahrungen sammelte Saarijärvi mit der finnischen U18-Auswahl bei der U18-Junioren-Weltmeisterschaft 2015, als er als bester Verteidiger auch in das All-Star-Team des Turniers gewählt worden war und mit der Mannschaft Vizeweltmeister wurde. Mit der finnischen U20-Nationalmannschaft spielte er bei den Weltmeisterschaften der Jahre 2016, als die Finnen Juniorenweltmeister wurden, und 2017, als erst durch zwei Siege gegen Lettland in den Playdowns knapp der Abstieg in die Division I vermieden wurde, teilnahm.
Im Rahmen der Euro Hockey Tour 2020/21 debütierte der Abwehrspieler für die A-Nationalmannschaft seines Heimatlandes, bevor er bei der Weltmeisterschaft 2024 zu seinem ersten Turniereinsatz kam. Anschließend gehörte Saarijärvi auch bei den Welttitelkämpfen 2025 zum finnischen Aufgebot.

## Erfolge und Auszeichnungen
| - 2015 USHL Second All-Rookie Team - 2021 Finnischer Meister mit Rauman Lukko - 2021 Liiga All-Star Team - 2022 Pekka-Rautakallio-Trophäe | - 2022 Juha-Rantasila-Trophäe - 2022 Liiga All-Star Team - 2022 Spengler-Cup-Gewinn mit dem HC Ambrì-Piotta - 2023 NL Media All-Star Team |

### International
- 2015 Silbermedaille bei der U18-Junioren-Weltmeisterschaft
- 2015 Bester Verteidiger der U18-Junioren-Weltmeisterschaft
- 2015 All-Star-Team der U18-Junioren-Weltmeisterschaft
- 2016 Goldmedaille bei der U20-Junioren-Weltmeisterschaft

## Karrierestatistik
Stand: Ende der Saison 2024/25

### International
Vertrat Finnland bei:

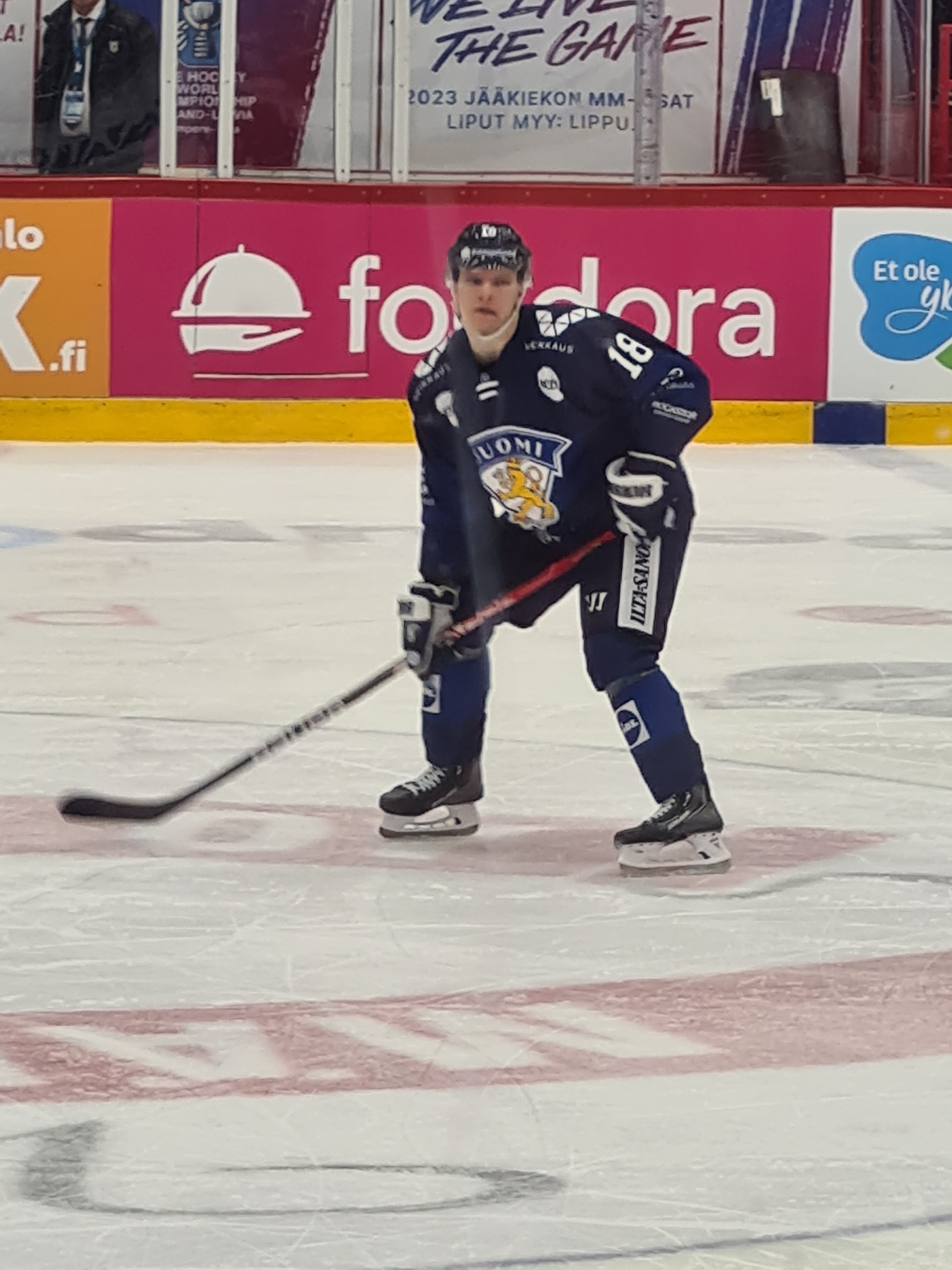
Saarijärvi im Trikot der finnischen Nationalmannschaft (2023)

| - Ivan Hlinka Memorial Tournament 2014 - U18-Junioren-Weltmeisterschaft 2015 - U20-Junioren-Weltmeisterschaft 2016 | - U20-Junioren-Weltmeisterschaft 2017 - Weltmeisterschaft 2024 - Weltmeisterschaft 2025 |

(Legende zur Spielerstatistik: Sp oder GP = absolvierte Spiele; T oder G = erzielte Tore; V oder A = erzielte Assists; Pkt oder Pts = erzielte Scorerpunkte; SM oder PIM = erhaltene Strafminuten; +/− = Plus/Minus-Bilanz; PP = erzielte Überzahltore; SH = erzielte Unterzahltore; GW = erzielte Siegtore; 1 Play-downs/Relegation; Kursiv: Statistik nicht vollständig)